# M'Lili
M'Lili è un comune dell'Algeria, situato nella provincia di Biskra.